# Collema rugosum
Collema rugosum är en lavart som beskrevs av Kremp. Collema rugosum ingår i släktet Collema och familjen Collemataceae.   Inga underarter finns listade i Catalogue of Life.